# Käthe Aettner
Käthe Frieda Aettner (* 15. April 1915 in Berlin; † 28. Juli 2006 in Berlin) war eine deutsche Lehrerin, von 1957 bis 1980 die Direktorin des Lemgoer Marianne-Weber-Gymnasiums und Gründungsmitglied der Gruppe Detmold des Deutschen Akademikerinnenbunds.

## Leben
Nach dem Besuch des Dorotheen-Oberlyzeums in Berlin studierte sie von 1934 bis 1940 in Berlin und Tübingen Deutsch, Französisch und evangelische Theologie. Sie war Gasthörerin an der verbotenen Kirchlichen Hochschule Berlin und leitete in Berlin 1936 die Deutsche Christliche Studentinnen-Bewegung (DCSB). 1939 absolvierte sie ihr erstes Staatsexamen und unterrichtete im Vorbereitungsdienst an der Rückert-Schule in Berlin. Anschließend war sie bis 1945 Studienrätin an der Berliner Uhlandschule, die von Anna Schönborn geleitet wurde. Im August 1943 wurde die Uhlandschule im Rahmen der sogenannten Kinderlandverschickung nach Albrechtsdorf (Albrechtice v Jizerských horách) im 1938 annektierten Sudetenland evakuiert. Am 20. Juli 1945 kam Aettner in einem Zug mit 80 Schülerinnen der Uhlandschule am Bahnhof in Lage an. Da die Situation in Berlin eine Rückkehr dorthin nicht erlaubte, unterrichtete Aettner ab 1946 am Detmolder Mädchengymnasium. Käthe Aettner, Hildegard Sauerbier, Anna Schönborn und Sibylle Dotti „haben die Entwicklung der Mädchenbildung in Lippe nach 1945 stark beeinflusst“. Ihre Pädagogik war sowohl von der Reformpädagogik als auch von der Frauenemanzipation geprägt. Von 1957 bis 1980 war Aettner Direktorin des Lemgoer Marianne-Weber-Gymnasiums.
1949 gründete sie mit Hildegard Sauerbier die Gruppe Detmold des Deutschen Akademikerinnenbundes.
Aettner veröffentlichte ab 1949 mehrere Artikel in der Zeitschrift Westermanns Pädagogische Beiträge und ab November 1956 eine Besprechungsfolge zu literaturkundlichen Büchern in Der evangelische Erzieher. 1961 trug sie einen Text über die Frauenrechtlerin Marianne Weber zur Festschrift der neu eingeweihten Marianne-Weber-Schule in Lemgo bei, der auch in Mädchenbildung und Frauenschaffen erschien. Ab 1964 brachte sie die als Schulmaterial vorgesehene Reihe Frauen in der Entscheidung: Ausgewählte Erzählungen unserer Zeit zusammen mit Hildegard Sauerbier und Irmela Wendt heraus.

## Biographische Literatur
- Christine von Oertzen: Fräuleingeschichten. In: Barbara Duden u. a. (Hg.): Geschichte in Geschichten. Ein historisches Lesebuch. Frankfurt/M. 2003, S. 70–77
- Verspäteter Glückwunsch für Käthe Aettner. In: Lemgoer Hefte. 4 (1995), S. 18 f.
- Ingo Althöfer: Am Ende wird es Lippe sein – Über den Flüchtlingszug mit Berliner Lehrerinnen und Schülerinnen im Jahr 1945. 3-Hirn-Verlag, Lage, Oktober 2020. Darin insbesondere auch das Protokoll der Lemgoer Ratssitzung vom Februar 1957, in der Käthe Aettner zur Schulleiterin der Marianne-Weber-Schule gewählt wurde.
- Rottleuthner-Lutter, Margret;  Rottleuthner, Hubert: Abitur 1968 – Hintergründiges. In: Lippische Mitteilungen aus Geschichte und Landeskunde, Band 88, Verlag für Regionalgeschichte: Bielefeld 2019, S. 298–323.
- Kittel, Gisela: Zum Lebensweg der früheren Oberstudiendirektorin des Marianne-Weber-Gymnasiums in Lemgo: Käthe Aettner. Eine dringende Korrektur (geschrieben am 13. Mai 2020). In: Webseite althofer.de: Lage 2020.
- Kittel, Gisela: Zum Beitrag des Ehepaares Rottleuthner-Lutter in „Lippische Mitteilungen“ 88/2019, weitere Bemerkungen. (August und Dezember 2020). In: Webseite althofer.de: Lage 2020.
- Veith, Uli; Scheffler, Jürgen (Nachwort): Verschlagen nach Lage. Aus Berlin in die Provinz. In: Kathke, Julia; Scheffler, Jürgen; Steinlein, Thomas; Stiewe, Heinrich; Zozmann, Michael (Hrsg.): Lippische Mitteilungen aus Geschichte und Landeskunde. 1. Auflage. Band 89. Verlag für Regionalgeschichte, Bielefeld 2020, ISBN 978-3-7395-1289-1, S. 146–163.
- Zum Nachdenken blieb keine Zeit: Frauen in Lippe nach dem Zweiten Weltkrieg: Interviews, Dokumente, Bilder, hg. von E. SAUERMANN / C. HALATSCHEFF / FRAUENGESCHICHTSLADEN LIPPE, Aisthesis Verlag Bielefeld: 1995, S. 141–143.
- Hagemeier, Anke; Hanning, Nadine; Rautenstengel, Corinna: Der Kinderzug (Auszug) In: Detmold in der Nachkriegszeit: Dokumentation eines stadtgeschichtlichen Projekts, (Sonderveröffentlichungen des Naturwissenschaftlichen und Historischen Vereins für das Land Lippe Bd. 41), hg. von W. MÜLLER U. A., 1994, S. 537–550.